# Tysklands Grand Prix 2011
Tysklands Grand Prix 2011, officiellt 2011 Großer Preis  Santander von Deutschland, var en Formel 1-tävling som hölls den 24 juli 2011 på Nürburgring i Nürburg, Tyskland. Det var den tionde tävlingen av Formel 1-säsongen 2011 och kördes över 60 varv. Vinnare av loppet blev Lewis Hamilton för McLaren, tvåa blev Fernando Alonso för Ferrari och trea blev Mark Webber för Red Bull.

## Kvalet
| KR. | Nr | Förare             | Konstruktör          | Q1       | Q2       | Q3       | Grid |
| --- | -- | ------------------ | -------------------- | -------- | -------- | -------- | ---- |
| 1   | 2  | Mark Webber        | Red Bull-Renault     | 1.33,096 | 1.31,311 | 1.30,079 | 1    |
| 2   | 3  | Lewis Hamilton     | McLaren-Mercedes     | 1.32,934 | 1.30,998 | 1.30,134 | 2    |
| 3   | 1  | Sebastian Vettel   | Red Bull-Renault     | 1.32,973 | 1.31,017 | 1.30,216 | 3    |
| 4   | 5  | Fernando Alonso    | Ferrari              | 1.32,916 | 1.31,150 | 1.30,442 | 4    |
| 5   | 6  | Felipe Massa       | Ferrari              | 1.31,826 | 1.31,582 | 1.30,910 | 5    |
| 6   | 8  | Nico Rosberg       | Mercedes             | 1.32,785 | 1.31,343 | 1.31,263 | 6    |
| 7   | 4  | Jenson Button      | McLaren-Mercedes     | 1.33,224 | 1.31,532 | 1.31,288 | 7    |
| 8   | 14 | Adrian Sutil       | Force India-Mercedes | 1.32,286 | 1.31,809 | 1.32,010 | 8    |
| 9   | 10 | Vitalij Petrov     | Renault              | 1.33,187 | 1.31,985 | 1.32,187 | 9    |
| 10  | 7  | Michael Schumacher | Mercedes             | 1.32,603 | 1.32,180 | 1.32,482 | 10   |
| 11  | 9  | Nick Heidfeld      | Renault              | 1.32,505 | 1.32,215 |          | 11   |
| 12  | 15 | Paul di Resta      | Force India-Mercedes | 1.32,651 | 1.32,560 |          | 12   |
| 13  | 12 | Pastor Maldonado   | Williams-Cosworth    | 1.33,003 | 1.32,635 |          | 13   |
| 14  | 11 | Rubens Barrichello | Williams-Cosworth    | 1.33,664 | 1.33,043 |          | 14   |
| 15  | 17 | Sergio Pérez       | Sauber-Ferrari       | 1.33,295 | 1.33,176 |          | 15   |
| DSQ | 18 | Sébastien Buemi    | Toro Rosso-Ferrari   | 1.33,635 | 1.33,546 |          | 241  |
| 17  | 19 | Jaime Alguersuari  | Toro Rosso-Ferrari   | 1.33,658 | 1.33,698 |          | 16   |
| 18  | 16 | Kamui Kobayashi    | Sauber-Ferrari       | 1.33,786 |          |          | 17   |
| 19  | 20 | Heikki Kovalainen  | Lotus-Renault        | 1.35,599 |          |          | 18   |
| 20  | 24 | Timo Glock         | Virgin-Cosworth      | 1.36,400 |          |          | 19   |
| 21  | 21 | Karun Chandhok     | Lotus-Renault        | 1.36,422 |          |          | 20   |
| 22  | 25 | Jérôme d'Ambrosio  | Virgin-Cosworth      | 1.36,641 |          |          | 21   |
| 23  | 23 | Vitantonio Liuzzi  | HRT-Cosworth         | 1.37,011 |          |          | 232  |
| 24  | 22 | Daniel Ricciardo   | HRT-Cosworth         | 1.37,036 |          |          | 22   |

| Vidare från första kvalrundan ▬▬ Vidare från andra kvalrundan ▬▬ |

Noteringar:
- ^1  — Sebastien Buemi uteslöts från kvalet på grund av felaktigt bränsle.
- ^2  — Vitantonio Liuzzi fick fem platsers nedflyttning för ett otillåtet växellådsbyte.

## Loppet
| Pos. | Nr | Förare             | Konstruktör          | Varv | Tid         | Grid | P  |
| ---- | -- | ------------------ | -------------------- | ---- | ----------- | ---- | -- |
| 1    | 3  | Lewis Hamilton     | McLaren-Mercedes     | 60   | 1:37.30,344 | 2    | 25 |
| 2    | 5  | Fernando Alonso    | Ferrari              | 60   | +3,980      | 4    | 18 |
| 3    | 2  | Mark Webber        | Red Bull-Renault     | 60   | +9,788      | 1    | 15 |
| 4    | 1  | Sebastian Vettel   | Red Bull-Renault     | 60   | +47,921     | 3    | 12 |
| 5    | 6  | Felipe Massa       | Ferrari              | 60   | +52,252     | 5    | 10 |
| 6    | 14 | Adrian Sutil       | Force India-Mercedes | 60   | +1.26,208   | 8    | 8  |
| 7    | 8  | Nico Rosberg       | Mercedes             | 59   | +1 varv     | 6    | 6  |
| 8    | 7  | Michael Schumacher | Mercedes             | 59   | +1 varv     | 10   | 4  |
| 9    | 16 | Kamui Kobayashi    | Sauber-Ferrari       | 59   | +1 varv     | 17   | 2  |
| 10   | 10 | Vitalij Petrov     | Renault              | 59   | +1 varv     | 9    | 1  |
| 11   | 17 | Sergio Pérez       | Sauber-Ferrari       | 59   | +1 varv     | 15   |    |
| 12   | 19 | Jaime Alguersuari  | Toro Rosso-Ferrari   | 59   | +1 varv     | 16   |    |
| 13   | 15 | Paul di Resta      | Force India-Mercedes | 59   | +1 varv     | 12   |    |
| 14   | 12 | Pastor Maldonado   | Williams-Cosworth    | 59   | +1 varv     | 13   |    |
| 15   | 18 | Sébastien Buemi    | Toro Rosso-Ferrari   | 59   | +1 varv     | 24   |    |
| 16   | 20 | Heikki Kovalainen  | Lotus-Renault        | 58   | +2 varv     | 18   |    |
| 17   | 24 | Timo Glock         | Virgin-Cosworth      | 57   | +3 varv     | 19   |    |
| 18   | 25 | Jérôme d'Ambrosio  | Virgin-Cosworth      | 57   | +3 varv     | 21   |    |
| 19   | 22 | Daniel Ricciardo   | HRT-Cosworth         | 57   | +3 varv     | 22   |    |
| 20   | 21 | Karun Chandhok     | Lotus-Renault        | 56   | +4 varv     | 20   |    |
| Ret  | 23 | Vitantonio Liuzzi  | HRT-Cosworth         | 37   | Elektonik   | 23   |    |
| Ret  | 4  | Jenson Button      | McLaren-Mercedes     | 35   | Hydraulik   | 7    |    |
| Ret  | 11 | Rubens Barrichello | Williams-Cosworth    | 16   | Motor       | 14   |    |
| Ret  | 9  | Nick Heidfeld      | Renault              | 9    | Kollision   | 11   |    |

| Förare och stall som tog poäng ▬▬ |

## Ställning efter loppet
|     | Pos. | Förare           | Poäng |
| --- | ---- | ---------------- | ----- |
| ▬   | 1    | Sebastian Vettel | 216   |
| ▬   | 2    | Mark Webber      | 139   |
| ▲ 1 | 3    | Lewis Hamilton   | 134   |
| ▼ 1 | 4    | Fernando Alonso  | 130   |
| ▬   | 5    | Jenson Button    | 109   |

|   | Pos. | Konstruktör      | Poäng |
| - | ---- | ---------------- | ----- |
| ▬ | 1    | Red Bull-Renault | 355   |
| ▬ | 2    | McLaren-Mercedes | 243   |
| ▬ | 3    | Ferrari          | 192   |
| ▬ | 4    | Mercedes         | 78    |
| ▬ | 5    | Renault          | 66    |

- Notering: Endast de fem bästa placeringarna i vardera mästerskap finns med på listorna.